# Nörd-Moritstjärnen
Nörd-Moritstjärnen är en sjö i Norsjö kommun i Västerbotten och ingår i Skellefteälvens huvudavrinningsområde.